# Still Patient?

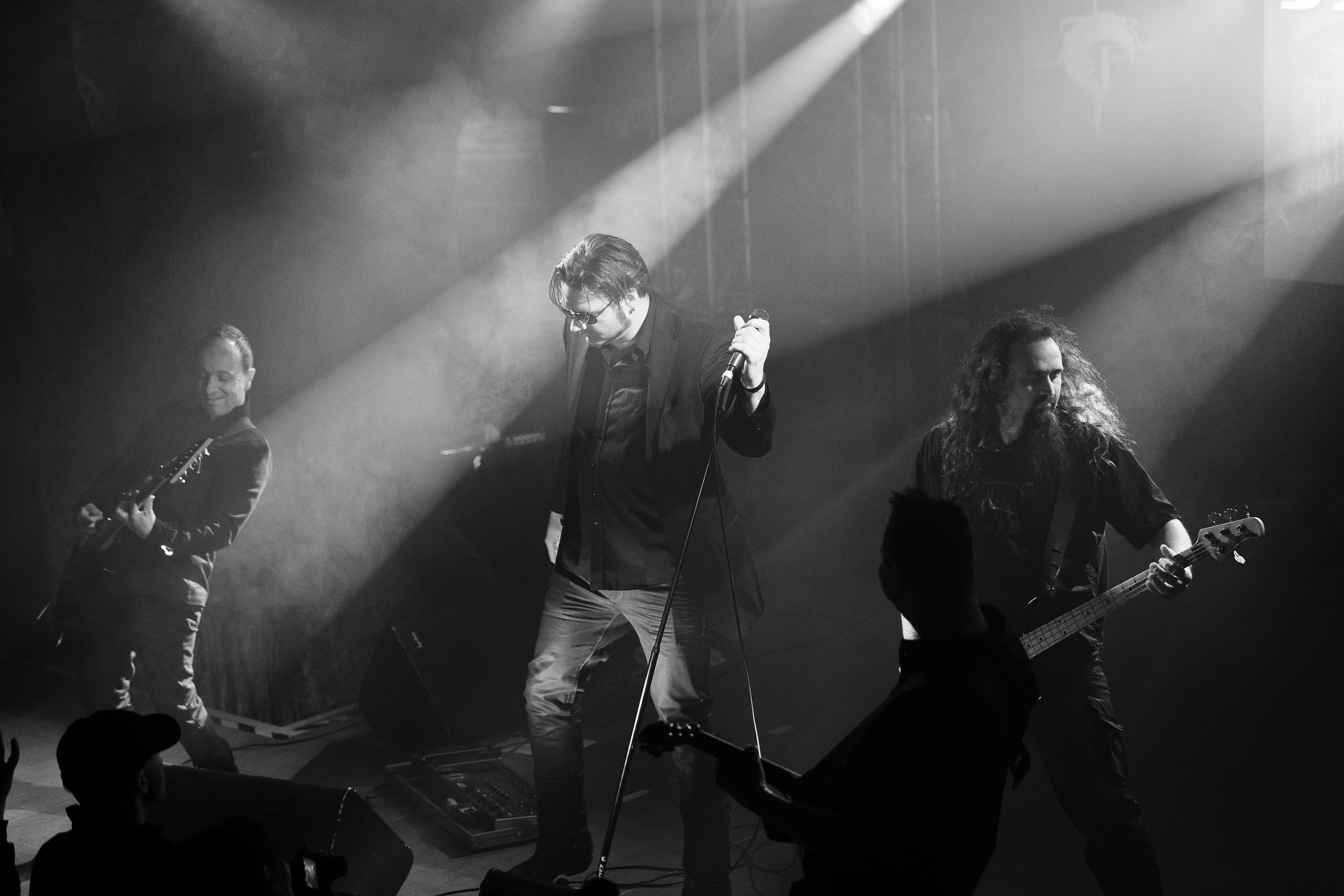
Still Patient? beim Kasematten-Festival 2016.

Still Patient? ist eine deutsche Dark-Rock-Gruppe aus Worms und Ludwigshafen am Rhein.

## Geschichte
Still Patient? wurde Anfang 1988 von Andy Koa (Gesang) und Th. Kraniny (Gitarre) gegründet. Die gemeinsame Vorliebe für Gothic-Rock-Bands wie The Sisters of Mercy, Fields of the Nephilim und The Mission bildete die Basis für die ersten musikalischen Schritte. Für kurze Zeit war Matthias Wolf (Bass) Mitglied der Band. Später kam Gitarrist Christian Ogrinz (Gitarre) zur Band, und es entstanden die ersten Songs, die auch auf der ersten Veröffentlichung Salamand zu hören sind. Für die Rhythmen sorgte ein Drumcomputer („Dr. Rhythm“).
1990 verließ Christian Ogrinz die Band, um sich auf eigene Projekte zu konzentrieren und M*Beck stieß als neuer Gitarrist zur Band. Hedge Kaluza übernahm die Keyboards und die ersten Konzerte (u. a. mit Deine Lakaien) in dieser Besetzung wurden absolviert.
Nach weiteren Liveerfahrungen stellte man die ersten Demo Aufnahmen Hyperium vor. 1992 wurde das erste Album Salamand bei dem Nürnberger Label Hyperium veröffentlicht. 1994 kam das zweite Album Cataclysm, ebenfalls über Hyperium, auf den Markt. Danach entschied sich die Band, die weitere Zusammenarbeit mit dem Label zu beenden.
1996 unterschrieben Still Patient? bei Alice in... und veröffentlichten die limitierte Chameleon EP. Das kurz darauf geplante dritte Album kam nie über einen Demostatus hinaus. Das Material wurde dann auf dem Album Nightmare Arrival veröffentlicht, welches größtenteils aus Homerecordings, Samplerbeiträgen und exklusivem Material besteht. So ist auch der Song Shadow of the Empire zu dem Computerspiel Battle Isle III - Shadow of the Emperor von Blue Byte und das eigens dafür produzierte Video darauf zu finden.
In den folgenden Jahren war Still Patient? auf Festivals in Europa vertreten. Darunter auch das Wave Gotik Treffen (1996 und 1999), dem Sacrosanct Festival in London (1996 und 1997). Eine Tour durch Deutschland mit Soul in Isolation und The Tors of Dartmoor wurde erfolgreich absolviert und weitere Festivals in Italien (Genua und Rom) folgten.
1998 begannen Still Patient? an der Arbeit zu ihrem bisher letzten Studioalbum Demondive. Die Band wurde um den Bassisten AX (Minus Men) erweitert.
Im Juni 1999 wurde das Album Demondive auf Schwarzrock veröffentlicht. Die Band spielte auf dem Wave Gotik Treffen 1999 in Leipzig und gab ihr bisher letztes Konzert Ende 1999 auf einem Festival u. a. mit Crematory.
Kurz darauf löste sich die Band aufgrund zu verschiedener musikalischer Vorstellungen auf. Andy Koa gründete die Band Anodyne-29, Hedge Kaluza das Projekt Datasushi  und M*Beck stieß zu Boiling Blood. Hedge Kaluza und M*Beck wirkten als Gastmusiker am Surround Pop Movie Polyradah der deutschen Electro Band No Comment  mit, der 2008 über (Echozone/Sony BMG) als DVD und Audioalbum veröffentlicht wurde. Gemeinsam bereicherten sie Stücke wie das wavige Enyradah, Floor 122 oder den Clubhit Silver Skulls mit der Atmosphäre alter Still Patient? Songs.
2012 beschlossen M*Beck, Hedge Kaluza und Andy Koa an einer Reunion zu arbeiten. Seit Ende 2012 arbeiten Still Patient? mit drei neuen Musikern, die jeweils in der Gothic Rock Band Giant’s Causeway mitwirkten, an neuem Material. 2013 sind die ersten Konzerte geplant, unter anderem auf dem 22. Wave-Gotik-Treffen in Leipzig.
Im Frühjahr 2013 verließen Hedge Kaluza (Keyboards) und Jörsch (Schlagzeug) die Band, noch bevor das erste Konzert in Leipzig absolviert wurde.
Im Herbst 2013 wurden vier neue Songs und ein Song von der ersten CD Salamand neu aufgenommen und in den Kohlekeller-Studios von Kristian Kohlmannslehner gemischt. Die EP Selective Perception wird im Januar 2014 veröffentlicht.
Das im Februar 2014 erscheinende Album Retrospective-88.2.99 enthält ausgewählte Songs der ersten vier Veröffentlichungen von 1992 bis 1997, die nicht mehr erhältlich sind, inklusive de Aufnahmen des Demo-Tapes aus dem Jahre 1991. Alle Songs wurden digital remastert.
2015 wurde das neue Album Shape Shifters in den Kohlekeller-Studios von Kristian Kohlmannslehner fertig gestellt. Neben zehn neuen Songs enthält das Album eine Neuaufnahme des Songs Mascara Osiris von 2012, der bisher nur auf einer Compilation erhältlich war. Die Veröffentlichung ist für Herbst 2015 angesetzt.
2018 erschien das Album Zeitgeist Weltschmerz welches ebenfalls in den Kohlekeller-Studios fertig gestellt wurde. Neben Neuaufnahmen der Lieder Ellum und Breathe beinhaltet das Album eine Tribute-Version des Liedes Metropolis der Mannheimer Band Schwefel (Band), deren Sänger Norbert Schwefel 2015 nach langer Krankheit verstorben ist. Für diese Aufnahme konnte der originale Saxophonist Horacz Bluminth gewonnen werden, der auch im Musikvideo mitwirkt.
2022 wurde die EP Leitbild Angst mit 4 Stücken digital veröffentlicht. Darunter das Lied Since When mit Felix Stass von Crematory als Gastsänger. Die Lieder wurden in den Empire Studios von Rolf Munkes produziert und abgemischt.
2023 wird das Album Love and Rites of Rage veröffentlicht. Das Album wurde in den Empire Studios von Rolf Munkes produziert und abgemischt.

## Diskografie
- 1992: Salamand (Hyperium)
- 1994: Cataclysm (Hyperium)
- 1996: Chameleon EP (Alice in..., Limitierte Auflage)
- 1997: Nightmare Arrival (Alice in..., Zusammenstellung von Homerecordings und exklusivem Material)
- 1999: Demondive (Schwarzrock)
- 2014: Selective Perception EP (Schwarzrock)
- 2014: Retrospective-88.2.99 (Schwarzrock - Best-Of-Compilation - Digital Remastered)
- 2015: Shape Shifters (Schwarzrock)
- 2018: Zeitgeist Weltschmerz (Schwarzrock)
- 2022: Leitbild Angst (EP)
- 2023: Love and Rites of Rage (Alice in...)